# Linia kolejowa nr 25
Linia kolejowa nr 25 Łódź Kaliska – Dębica – częściowo zelektryfikowana, jedno- i dwutorowa linia kolejowa o długości 323,528 km przebiegająca przez województwa łódzkie, świętokrzyskie i podkarpackie.
Linia nie jest zelektryfikowana na odcinkach:
- Tomaszów Mazowiecki – Skarżysko-Kamienna (planowana jest elektryfikacja odcinka Tomaszów Mazowiecki – Opoczno[3]),
- Chmielów – Dębica Towarowa.

## Charakterystyka linii
- Kategoria linii: pierwszorzędna
- Liczba torów:
  - jednotorowa na odcinku –0,311 – 0,446
  - dwutorowa na odcinku 0,446 – 56,613
  - jednotorowa na odcinku 56,613 – 144,205
  - dwutorowa na odcinku 144,205 – 235,356
  - jednotorowa na odcinku 235,356 – 323,217
- Sposób wykorzystania: czynna
- Elektryfikacja:
  - zelektryfikowana na odcinku –0,311 – 58,482
  - niezelektryfikowana na odcinku 58,482 – 144,205
  - zelektryfikowana na odcinku 144,205 – 260,903
  - niezelektryfikowana na odcinku 260,903 – 321,266
  - zelektryfikowana na odcinku 321,266 – 323,217
- Przeznaczenie linii: pasażersko-towarowa

## Historia linii
Pierwszy odcinek linii został oddany do użytku w 1885 i stanowił on część historycznej Kolei Iwangorodzko-Dąbrowskiej – odgałęzienie z Bzina (Skarżyska-Kamiennej) przez Końskie i Opoczno do Koluszek oraz w przeciwnym kierunku do Ostrowca i Bodzechowa. Początkowo była to linia szerokotorowa o rozstawie szyn 1524 mm. Kolejny odcinek o rozstawie szyn 1435 mm z Sandomierza do Dębicy oddano do użytku w 1887. W latach 1901–03 powstał odcinek szerokotorowy z Łodzi Kaliskiej do Słotwin w ramach Kolei Fabryczno-Łódzkiej oraz Kolei obwodowej w Łodzi. W czasie I wojny światowej zmieniono rozstaw toru z szerokiego na normalny i wybudowano brakujący odcinek z Ostrowca Świętokrzyskiego do Sandomierza. W czasie II wojny światowej wybudowano odcinek z Łodzi Chojen do Mikołajowa.

## Infrastruktura

### Posterunki ruchu i punkty ekspedycyjne
Na linii znajdują się 77 różne punkty eksploatacyjne, w tym 33 stacje kolejowe, 44 przystanków.
| Rodzaj i nazwa                   | Zdjęcie | Liczba peronów | Liczba krawędzi peronowych | Infrastruktura |
| stacja Łódź Kaliska              |         | 5              | 8                          | - przechowalnia bagażu - WC - bezpłatna sieć Wi-Fi - kiosk - punkt gastronomiczny - parking - informacja dla podróżnych |
| przystanek Łódź Pabianicka       |         | 2              | 2                          | |
| stacja Łódź Chojny               |         | 4              | 6                          | - WC - parking - informacja dla podróżnych                                                                              |
| przystanek Łódź Olechów Wiadukt  |         | 2              | 2                          | |
| przystanek Łódź Olechów Zachód   |         | 2              |                            | |
| przystanek Bedoń                 |         | 4              | 4                          | |
| przystanek Justynów              |         | 3              | 3                          | |
| stacja Gałkówek                  |         | 2              | 2                          | |
| przystanek Żakowice Południowe   |         | 2              | 2                          | |
| stacja Mikołajów                 |         | 2              | 2                          | |
| stacja Wykno                     |         | 2              | 3                          | |
| przystanek Zaosie                |         | 2              | 2                          | |
| stacja Skrzynki                  |         | 3              | 5                          | |
| stacja Tomaszów Mazowiecki       |         | 2              | 3                          | - kiosk - WC - informacja dla podróżnych - parking - punkt gastronomiczny                                               |
| stacja Jeleń                     |         | 1              | 2                          | |
| stacja Bratków                   |         | 1              | 2                          | |
| przystanek Tomaszówek            |         | 1              | 2                          | |
| przystanek Szadkowice            |         | 1              | 1                          | |
| przystanek Słomianka             |         | 1              | 1                          | |
| stacja Opoczno                   |         | 2              | 2                          | - parking - WC - informacja dla podróżnych                                                                              |
| przystanek Sitowa                |         | 1              | 1                          | |
| przystanek Petrykozy             |         | 1              | 1                          | |
| przystanek Ruda Białaczowska     |         | 1              | 1                          | |
| przystanek Kornica               |         | 1              | 1                          | |
| stacja Końskie                   |         | 1              | 2                          | |
| stacja Wąsosz Konecki            |         | 1              | 1                          | |
| przystanek Czarniecka Góra       |         | 1              | 1                          | |
| stacja Stąporków                 |         | 2              | 2                          | |
| przystanek Wólka Plebańska       |         | 1              | 1                          | |
| przystanek Sołtyków              |         | 2              | 2                          | |
| przystanek Gilów                 |         | 1              | 1                          | |
| stacja Bliżyn                    |         | 1              | 1                          | |
| przystanek Brzask                |         | 2              | 2                          | |
| przystanek Skarżysko Milica      |         | 1              | 1                          | |
| stacja Skarżysko-Kamienna        |         | 4              | 6                          | |
| przystanek Skarżysko Kościelne   |         | 2              | 2                          | |
| przystanek Grzybowa Góra         |         | 1              | 2                          | |
| przystanek Marcinków             |         | 2              | 2                          | |
| stacja Wąchock                   |         | 2              | 3                          | |
| przystanek Starachowice          |         | 2              | 2                          | |
| stacja Starachowice Wschodnie    |         | 2              | 3                          | |
| przystanek Starachowice Michałów |         | 2              | 2                          | |
| przystanek Styków Iłżecki        |         | 2              | 2                          | |
| przystanek Brody Iłżeckie        |         | 2              | 2                          | |
| przystanek Staw Kunowski         |         | 2              | 3                          | |
| stacja Kunów                     |         | 1              | 2                          | |
| przystanek Boksycka              |         | 2              | 2                          | |
| stacja Ostrowiec Świętokrzyski   |         | 2              | 5                          | |
| stacja Bodzechów                 |         | 1              | 2                          | |
| przystanek Brzustowa Opatowska   |         | 2              | 2                          | |
| stacja Ćmielów                   |         | 1              | 2                          | |
| przystanek Drygulec              |         | 2              | 2                          | |
| stacja Jasice                    |         | 2              | 2                          | |
| stacja Jakubowice                |         | 2              | 3                          | |
| stacja Stary Garbów              |         | 2              | 3                          | |
| stacja Dwikozy                   |         | 1              | 2                          | |
| stacja Sandomierz                |         | 2              | 4                          | |
| przystanek Wielowieś             |         | 2              | 2                          | |
| stacja Sobów                     |         | 1              | 2                          | |
| stacja Tarnobrzeg                |         | 2              | 3                          | |
| stacja Chmielów                  |         | 1              | 2                          | |
| przystanek Dąbrowica Małopolska  |         | 1              | 1                          | |
| przystanek Skopanie              |         | 1              | 1                          | |
| przystanek Baranów Sandomierski  |         | 1              | 1                          | |
| stacja Padew                     |         | 2              | 2                          | |
| przystanek Jaślany               |         | 1              | 1                          | |
| przystanek Tuszów Narodowy       |         | 1              | 1                          | |
| przystanek Chorzelów             |         | 1              | 1                          | |
| przystanek Chorzelów Południowy  |         | 1              | 1                          | |
| stacja Mielec                    |         | 1              | 2                          | |
| przystanek Mielec Wolności       |         | 1              | 1                          | |
| przystanek Wojsław               |         | 1              | 1                          | |
| przystanek Mielec Południowy     |         |                |                            | |
| stacja Rzochów                   |         | 1              | 2                          | |
| przystanek Rzemień               |         | 1              | 1                          | |
| przystanek Tuszyma               |         | 1              | 1                          | |
| przystanek Dąbie koło Dębicy     |         | 1              | 1                          | |
| przystanek Pustków               |         | 1              | 1                          | |
| przystanek Kochanówka Pustków    |         | 1              | 2                          | |
| przystanek Pustynia              |         | 1              | 1                          | |
| stacja Dębica                    |         | 2              | 4                          | - przejście pod torami - kasy biletowe - parking - informacja dla podróżnych                                            |

## Linia kolejowa w województwie podkarpackim

### Linia w XIX i XX wieku
Odcinek Dębica – Mielec – Tarnobrzeg został wybudowany w 1887 roku. Wybudowało go Towarzystwo Kolei Galicyjskiej im. Karola Ludwika na podstawie koncesji z 29 grudnia 1886 roku. Prace budowlane trwały do października 1887 roku, a linia kolejowa została oddana do użytku 30 października 1887 roku. W momencie budowy linia kolejowa miała pełnić głównie cel militarny i miała pozwolić monarchii Austro-Węgier na szybki transport wojska w przypadku wojny z Rosją. Jednocześnie linia kolejowa pełniła ważną rolę gospodarczą i cywilizacyjną dla Mielca i okolic, ponieważ ówczesne drogi dla pojazdów konnych były wtedy w fatalnym stanie technicznym i po roztopach lub większych opadach atmosferycznych były w ogóle nieprzejezdne. 23 grudnia 1937 roku podjęto decyzję o budowie bocznicy kolejowej prowadzącej do powstających wtedy zakładów lotniczych w Mielcu, która została wybudowana w sierpniu 1938 roku. Do 1939 roku linia kolejowa Dębica – Mielec – Tarnobrzeg pełniła bardzo ważną rolę w budowie Centralnego Okręgu Przemysłowego (COP) oraz rozwoju miast dawnej Galicji znajdujących się w zasięgu jej oddziaływania. Ostatnie prace remontowe prowadzone na całej linii kolejowej Dębica – Mielec – Ocice koło Tarnobrzega w okresie PRL-u miały miejsce w 1980 roku. W roku 1992 przeprowadzono prace remontowe na odcinku Chmielów koło Tarnobrzega – Padew Narodowa. W roku 1997 przeprowadzono remont linii kolejowej na odcinkach Mielec – Malinie, Tuszów Narodowy – Jaślany i Jaślany – Padew Narodowa. Dalsza modernizacja linii kolejowej rozpoczęta w 1997 roku została wstrzymana decyzją Dyrekcji Generalnej PKP z 29 lipca 1998 roku. W latach 90. XX wieku liczba pasażerów na linii kolejowej Dębica – Mielec – Tarnobrzeg zaczęła systematycznie maleć. W 1992 roku zlikwidowano na tej linii kolejowej istniejący od 1918 roku pociąg relacji Lublin – Kraków, a w 1993 roku pociąg relacji Zagórz – Warszawa, następnie w 2000 roku znacznie zredukowano liczbę pociągów osobowych (m.in. zlikwidowano wtedy pociąg relacji Hrubieszów/Bełżec – Zamość – Wrocław). 15 marca 2000 roku w wyniku wejścia rozporządzenia Rady Ministrów z 8 lutego 2000 roku linia na tym odcinku straciła status linii kolejowej o znaczeniu państwowym.

### Stan techniczny linii na odcinku Dębica – Mielec – Tarnobrzeg
Linia na odcinku od Mielca do Dębicy była przed rozpoczęciem tam prac remontowych w marcu 2019 roku w szczególnie złym stanie. Na odcinku o długości ok. 10 km ze względów bezpieczeństwa wprowadzono wtedy ograniczenie prędkości do 20 km/h. Do wyremontowania na szlaku Mielec – Ocice koło Tarnobrzega pozostał odcinek Padew Narodowa – Ocice, a przed rozpoczęciem prac remontowych na odcinku Mielec - Padew Narodowa w marcu 2022 roku pozostawały również także odcinki Malinie – Tuszów Narodowy oraz tory na stacji Jaślany, gdzie też obowiązują podobne ograniczenia prędkości jak do marca 2019 roku obowiązywały na odcinku Mielec – Dębica. Na linii w latach 2009-2021 (do 2022 na odcinku Mielec–Padew, a do 2024 odbywał się tylko na szlaku Padew - Ocice koło Tarnobrzega) odbywał się jedynie ruch towarowy, prowadzony głównie przez PKP Cargo jak i innych przewoźników kolejowych, natomiast ruch pasażerski został zlikwidowany w 2009 roku. Ruch pociągów pasażerskich miał zostać wznowiony z dniem 1 marca 2011, ale w wyniku zmiany decyzji w PKP Intercity to nie nastąpiło. Z powodu pogarszającego się stanu torów i całej infrastruktury linia kolejowa na odcinku Dębica – Tarnobrzeg znajdowała się od grudnia 2012 roku do kwietnia 2013 roku na wykazie linii kolejowych do likwidacji. Decyzja z 15 marca 2000 roku o utracie przez linię kolejową na tym odcinku statusu linii kolejowej o znaczeniu państwowym została podtrzymana w kolejnych rozporządzeniach Rady Ministrów z 7 grudnia 2004 roku, 20 marca 2007 roku, 20 sierpnia 2010 roku i z 17 kwietnia 2013 roku oraz późniejszych jego nowelizacjach.

### Przed rozpoczęciem prac remontowych
11 stycznia 2011 PKP Polskie Linie Kolejowe ogłosiły przetarg na wykonanie studium wykonalności pn. „Rewitalizacja linii kolejowej nr 25 Łódź Kaliska – Dębica, odcinek Tarnobrzeg (Ocice) – Mielec – Dębica”. Współfinansowany w 70% przez lokalne samorządy przetarg wygrało przedsiębiorstwo SUDOP Polska i w wyniku prac zakończonych jesienią 2011 roku ustaliło zakres potrzebnych prac, których koszt oszacowano na 400 mln zł. Remont linii kolejowej będzie realizowany z nowego budżetu Unii Europejskiej na lata 2014–2020. 23 grudnia 2014 roku PKP Polskie Linie Kolejowe S.A. ogłosiły przetarg na opracowanie dokumentacji przedprojektowej dla projektu „Prace na liniach kolejowych nr 25, 74, 78 na odcinku Stalowa Wola – Tarnobrzeg/Sandomierz – Ocice/Padew” obejmującego odcinek Tarnobrzeg – Padew Narodowa, a 15 lipca 2015 roku ogłosiło przetarg na opracowanie dokumentacji przedprojektowej dla projektu „Rewitalizacja linii kolejowej nr 25 na odcinku Padew Narodowa – Mielec – Dębica”. Linia kolejowa na odcinku Dębica – Mielec – Padew Narodowa będzie realizowana w ramach Regionalnego Programu Operacyjnego Województwa Podkarpackiego w latach 2017–2020, a odcinek Padew Narodowa – Ocice wraz z linią kolejową Stalowa Wola – Tarnobrzeg/Sandomierz będzie realizowany w ramach Programu Operacyjnego Polska Wschodnia. Początkowo procedura przetargowa była przewidziana na 2017 rok, a realne prace miały rozpocząć się w 2017 lub 2018 roku. Ostatecznie jednak, z powodu dużego zakresu prac jaki został zarysowany w studium wykonalności, które stale było korygowane i uzupełniane, przetarg na odcinek Mielec – Dębica został ogłoszony 20 września 2017 roku, natomiast odcinek Mielec – Padew miał być wtedy realizowany z budżetu Polskich Linii Kolejowych lub rezerwowych funduszy Regionalnego Programu Operacyjnego (ostatecznie w lipcu 2020 roku zdecydowano o realizacji tego odcinka z rezerwowych funduszy Regionalnego Programu Operacyjnego na lata 2014–2020).

### Prace remontowe
29 sierpnia 2017 roku spółka PKP Polskie Linie Kolejowa ogłosiła przetarg na opracowanie dokumentacji projektowej wraz z pełnieniem nadzoru autorskiego dla linii kolejowych nr 25, 74 i 78, który zakresem działania obejmuje odcinek Tarnobrzeg – Padew Narodowa. 20 września 2017 roku spółka PKP Polskie Linie Kolejowe ogłosiła przetarg na zaprojektowanie i wykonanie robót budowlanych na linii kolejowej na odcinku Mielec – Dębica w ramach projektu pod nazwą „Rewitalizacja linii kolejowej nr 25 na odcinku Padew – Mielec – Dębica”. Według harmonogramu zamknięć torowych w rozkładzie jazdy 2017/2018 prace na linii kolejowej na odcinku Mielec – Dębica miałby zostać wykonane między wrześniem 2018 a czerwcem 2020. W trakcie procedury przetargowej zakres prac został rozszerzony o zaprojektowanie prac budowlanych na odcinku Mielec – Padew Narodowa. 24 kwietnia 2018 roku spółka PKP Polskie Linie Kolejowe podpisała ze spółką Voessing Polska umowę na prace projektowe dla zadania pn. „Prace na liniach kolejowych nr 25, 74, 78 na odcinku Stalowa Wola – Tarnobrzeg/Sandomierz – Ocice/Padew”. 13 lipca 2018 roku spółka PKP Polskie Linie Kolejowe ogłosiła, że przetarg na zaprojektowanie prac budowanych na odcinku Mielec – Padew Narodowa oraz zaprojektowanie i wykonanie robót budowlanych na linii kolejowej na odcinku Mielec – Dębica w ramach projektu pod nazwą „Rewitalizacja linii kolejowej nr 25 na odcinku Padew – Mielec – Dębica” wygrało konsorcjum firm Swietelsky Rail Polska i Swietelsky Baugesellschaft. 26 lipca 2018 nastąpiło jednak unieważnienie wyboru najkorzystniejszej oferty z powodu wniesienia odwołania do Krajowej Izby Odwoławczej przez uczestniczące w przetargu Przedsiębiorstwo Napraw i Utrzymania Infrastruktury Kolejowej w Krakowie, które zostało rozpatrzone przez Krajową Izbę Odwoławczą 2 sierpnia 2018 roku. 12 września 2018 roku spółka PKP Polskie Linie Kolejowe ogłosiła, że przetarg na zaprojektowanie prac budowlanych na odcinku Mielec – Padew Narodowa oraz zaprojektowanie i wykonanie robót budowlanych na linii kolejowej na odcinku Mielec – Dębica w ramach projektu pod nazwą „Rewitalizacja linii kolejowej nr 25 na odcinku Padew – Mielec – Dębica” wygrało Przedsiębiorstwo Napraw i Utrzymania Infrastruktury Kolejowej w Krakowie, z którym 17 października 2018 roku spółka podpisała umowę na realizację. Umowa obejmowała wtedy m.in. wymianę 32 km torów, remont 40 przejazdów kolejowo-drogowych, 6 mostów, 31 przepustów oraz wybudowanie nowych peronów na stacjach Mielec, Rzochów, Wojsław, Pustków, Rzemień, Przecław, Dąbie i Kochanówka. Prace remontowe rozpoczęto 1 marca 2019 roku. W kwietniu 2019 roku zarząd województwa podkarpackiego podjął decyzję o przeznaczeniu dodatkowych ponad 13 mln zł m.in. na budowę drugiego przejścia podziemnego w miejscu przejścia przez tory łączącego ulicę Drzewieckiego i Jagiellończyka oraz przeniesie na stację kolejową w Rzochowie obsługi przeładunkowej ze stacji kolejowej w Mielcu co związane było z likwidacją rampy przeładunkowej i toru nr 9 na stacji. Linia kolejowa na odcinku Mielec – Padew była remontowana z funduszy Regionalnego Programu Operacyjnego Województwa Podkarpackiego na lata 2014–2020.

### Zakończenie prac remontowych i oddawanie do użytku poszczególnych odcinków linii kolejowej
Ruch pociągów towarowych na odcinku Mielec – Kochanówka Pustków uruchomiono 3 września 2020 roku. 14 stycznia 2021 roku Ministerstwo Infrastruktury podpisało umowę ze spółką PKP Intercity S.A. dotyczącą usług publicznych w zakresie międzywojewódzkich kolejowych przewozów pasażerskich w latach 2021–2030, w której m.in. zobowiązało przewoźnika do przywrócenia dalekobieżnych połączeń kolejowych międzywojewódzkich przez Mielec. 4 czerwca 2021 roku spółka PKP Polskie Linie Kolejowe S.A. poinformowała o wznowieniu ruchu kolejowego towarowego od 13 czerwca 2021 roku na odcinku Kochanówka-Pustków – Dębica oraz ogłosiła przetarg na wykonanie robót budowlanych na linii kolejowej na odcinku Mielec – Padew i przetarg na budowę drugiego przejścia podziemnego w Mielcu. 1 września 2021 roku został wznowiony ruch pociągów pasażerskich do stacji kolejowej w Mielcu na linii kolejowej na odcinku Mielec – Dębica. Rozpoczęcie robót budowlanych na odcinku Mielec – Padew nastąpiło w marcu 2022 roku. Zakończenie prac budowlanych i uruchomienie ruchu pociągów towarowych nastąpiło 28 września 2022 roku, a pociągów pasażerskich 6 listopada 2022 roku. Budowa drugiego przejścia podziemnego w Mielcu w ciągu ulic Drzewieckiego i Piotra Skargi, które zastąpiło znajdujące się w tym miejscu poprzednie przejście przez tory kategorii E, została zakończona 2 lipca 2023 roku. 3 września 2023 roku oddano do użytku nowe przystanki kolejowe: Chorzelów Południowy w okolicy rzymskokatolickiego kościoła parafialnego w Chorzelowie i Mielec Południowy przy mieleckiej ulicy Inwestorów w Mieleckim Parku Przemysłowym. We wrześniu 2024 roku spółka PKP Intercity S.A. poinformowała o powrocie kolejowych pasażerskich połączeń dalekobieżnych na linię kolejową nr 25 na odcinku Dębica – Mielec – Tarnobrzeg w postaci pociągu Intercity „Hetman” relacji Kraków Główny – Hrubieszów Miasto, co nastąpiło zgodnie z zapowiedziami z dniem 15 grudnia 2024 roku. 8 sierpnia 2025 roku spółka PKP Polskie Linie Kolejowe S.A. podpisała umowę z spółką Swietelsky Rail Polska sp. z o.o na wykonanie robót budowlanych na linii kolejowej nr 25 na odcinku Padew – Tarnobrzeg – Sobów, co nastąpiło w wyniku rozstrzygnięcia 21 marca 2025 roku przetargu ogłoszonego 4 września 2024 roku przez spółkę PKP Polskie Linie Kolejowe S.A.

## Linia w województwie świętokrzyskim
Linia kolejowa na odcinku Skarżysko-Kamienna – Tarnobrzeg została wybudowana w latach 1885–1887 i 1914–1915. Od roku 2010 trwała modernizacja odcinku Skarżysko-Kamienna – Ostrowiec Świętokrzyski – Sandomierz – Tarnobrzeg. Do 2014 roku zostały wyremontowane odcinki Skarżysko-Kamienna – Ostrowiec Świętokrzyski i Tarnobrzeg – Sobów – Sandomierz – Zalesie Gorzyckie. Modernizacja linii została zakończona w 2015 roku. Prace związane były z planowanym uruchomieniem ekspresu relacji Warszawa – Rzeszów po 2013 roku. 29 grudnia 2016 spółka PKP Polskie Linia Kolejowe ogłosiła przetarg na Opracowanie dokumentacji projektowej oraz realizacja robót budowlanych w formule „projektuj i buduj” w ramach projektu prace na linii kolejowej nr 25 na odcinku Skarżysko-Kamienna – Sandomierz”, natomiast 29 sierpnia 2017 roku został ogłoszony przetarg na opracowanie dokumentacji projektowej wraz z pełnieniem nadzoru autorskiego dla linii kolejowych nr 25, 74 i 78, który zakresem działania obejmuje odcinek Stalowa Wola – Tarnobrzeg – Sandomierz. 25 października 2017 PKP PLK podpisały z Grupą ZUE umowę na modernizację linii na odcinku Skarżysko-Kamienna – Sandomierz. Prace modernizacyjne zostały pierwotnie zaplanowane na lata 2018-2021, jednak ostatecznie zostały przeprowadzone w wyniku opóźnień w latach 2018-2024. 8 sierpnia 2025 roku spółka PKP Polskie Linie Kolejowe S.A. podpisała umowę z spółką Swietelsky Rail Polska sp. z o.o na wykonanie robót budowlanych na linii kolejowej na odcinku Sobów – Sandomierz, co nastąpiło w wyniku rozstrzygnięcia 21 marca 2025 roku przetargu ogłoszonego 4 września 2024 roku przez spółkę PKP Polskie Linie Kolejowe S.A.

## Linia kolejowa w województwie łódzkim
W grudniu 2017 samorząd województwa łódzkiego podpisał umowę na projekt elektryfikacji linii między Tomaszowem Mazowieckim a Opocznem, podniesienia parametrów technicznych odcinka do 100 km/h, budowy dwóch nowych przystanków (Tomaszów Ludwików i Kamień Opoczyński) oraz modernizacji odcinka Bratków – Opoczno i stacji Jeleń, Bratków i Opoczno. Nowe perony mają pojawić się też w Bratkowie i Słomiance.
Przerwany obecnie ciąg komunikacyjny Łódź – Tomaszów Mazowiecki – Opoczno – Końskie – Skarżysko-Kamienna – Kielce, łączący Łódzkie ze Świętokrzyskim, jest najkrótszą drogą kolejową pomiędzy tymi sąsiadującymi ze sobą na terenach Małopolski północnej regionami. Modernizacja odcinka Opoczno – Skarżysko-Kamienna jest analizowana w ramach przyszłej perspektywy finansowej 2021 – 2027.
Ostatnie pociągi pasażerskie przejechały przez stację Końskie latem 2009 r. W marcu 2020 roku Prezydent Andrzej Duda podpisał uroczyście na opuszczonym peronie stacji kolejowej w Końskich ustawę Kolej Plus.
29 czerwca 2021 roku ogłoszono przetarg na "Zaprojektowanie i wykonanie robót dla zadania pn. „Rewitalizacja peronów na linii kolejowej nr 25 Łódź Kaliska – Dębica odc. Tomaszów Mazowiecki – Skarżysko Kamienna", który rozstrzygnięto 12 lipca 2021 roku. Prace obejmujące punktową wymianę nawierzchni torowej, rozjazdów, budowę nowych peronów na stacjach, modernizację urządzeń sterowania ruchem, modernizację przejazdów wykona konsorcjum Przedsiębiorstwo Napraw i Utrzymania Infrastruktury Kolejowej w Krakowie. Wartość umowy to 24,6 milionów złotych, finansowane ze środków krajowych.

## Plany wydłużenia linii kolejowej
Pierwsze plany połączenia linią kolejową Dębicy i Jasła pojawiły się w XIX wieku. Wówczas rząd austriacki wydał zgodę na budowę linii kolejowej z Jasła do Dębicy oraz rozpoczęto wytyczanie szlaku, ale do budowy linii kolejowej na tym odcinku ostatecznie wtedy nie doszło.

## Linia kolejowa w rozkładzie jazdy
W Sieciowym Rozkładzie Jazdy Pociągów linia ta na odcinku do Skarżyska-Kamiennej przedstawiana jest w tabeli nr 114, zaś od Skarżyska-Kamiennej w kierunku wschodnim w tabeli nr 115.